# Südheide
Mit Südheide wird der zur Aller entwässernde Südwestteil der Lüneburger Heide in Niedersachsen bezeichnet. Er erstreckt sich etwa in Dreiecksform zwischen Munster (Örtze) im Norden, Verden (Aller) im Westen und Wolfsburg im Südosten, wobei die beiden letztgenannten Städte bereits außerhalb der Lüneburger Heide liegen. Nordöstlich grenzt die Landschaft an die bis 169 m ü. NHN hohen Randmoränen der Hohen Heide, der Ostteil der Südheide greift jedoch zum Teil um den Lüß in deren Südosten herum. Höchste innere Erhebung ist der Falkenberg, der seinerseits das Höhenzentrum einer Endmoräne darstellt.
In der Südheide liegt der nach ihr benannte Naturpark Südheide, der allerdings mit 480 km² nur ein Sechstel ihrer Fläche einnimmt. Der Norden der Landschaft liegt im Naturpark Lüneburger Heide. Der West- und der Ostteil der Südheide werden jeweils als Heidmark bezeichnet.
Südheide ist auch der Name der mit Wirkung zum 1. Januar 2015 aus den bisherigen Gemeinden Hermannsburg und Unterlüß neu gebildeten Gemeinde im niedersächsischen Landkreis Celle.

## Naturräumliche Gliederung
Die naturräumliche Haupteinheit Südheide gliedert sich wie folgt (von West nach Ost; die Gliederung des sich anschließenden Südteils der Haupteinheit Ostheide ist ebenfalls aufgeführt):
- (zu 64 Lüneburger Heide)
  - 641 Südheide (ca. 2560 km²; mit südlicher Ostheide ca. 3120 km²)[7][8], von West nach Ost:
    - 641.0 #Walsroder Lehmgeest (ca. 560 km²)[9][8]
      - 641.00 Fallingbosteler Lehmplatten
      - 641.01 Böhmetal
      - 641.02 Aspeloher Geest
      - 641.03 Behninger Geest
      - 641.04 Neuenkirchener Endmoräne (bis 102 m ü. NHN)

    - 641.1 #Hermannsburger Sandgeest[10] (ohne 641.19 ca. 1080 km²)[11][8]
      - 641.10 Falkenberg-Endmoränen (ca. 90 km²[12]; am Falkenberg 150 m)
      - 641.11 Hohner Sander
      - 641.12 Wietzendorfer Bruch- und Moorgebiet
      - 641.13 Schneverdinger Endmoräne[13] (ca. 130 km²)[12]
      - 641.14 Munsterlager Sandgeest[14] (am Wietzer Berg 102 m)
      - 641.15 Bergener Flottsandinsel (am Bleckmarberg 95 m)
      - 641.16 Waller Sandgeest
      - 641.17 Örtze-Urstromtal (ca. 120 km²)[12]
      - 641.18 Oerreler Sander
      - 641.19 Lüßplateau (am Haußelberg 118 m) –  landläufig und geomorphologisch Teil des Lüß, Hohe Heide

    - 641.2 #Steinhorster Sand- und Lehmgebiet[15] (ca. 690 km²)[16][8]
      - 641.20 Starkshorner Sander
      - 641.21 Arloher Sandplatten (Arloh; bis 75 m)
      - 641.22 Habighorster Niederungen
      - 641.23 Escheder Geest (bis 84 m)
      - 641.24 Ahnsbecker Lehmgeest (Schmarloh; bis 78 m)
      - 641.25 Ringelahsheide (bis 68 m)
      - 641.26 Oerreler Heide

    - 641.3/4 #Südheidemoore und Gose-Ise-Sandebene (ca. 230 km²)[17][8]
      - 641.3 Südheidemoore (ca. 135 km²)[12]
        - 641.30 Neudorf-Platendorfer Moor
        - 641.31 Iseniederung-Hestenmoor
        - 641.32 Oerreler Moor

      - 641.4 Gose-Ise-Sandebene (ca. 95 km²)[12]

    - 642.0–4 #Südliche Ostheide (ca. 560 km²)[12][18]
      - 642.0 Jembke-Vorsfelder Sandplatten (ca. 200 km²)[12]
        - 642.00 Boldecker Land (am Hohen Berg 102 m; ca. 95 km²[12])
        - 642.01 Vorsfelder Werder (bis 81 m; ca. 105 km²)[12]

      - 642.1 Ehraer Moorniederung (ca. 30 km²)[12]
      - 642.2 Knesebeck-Bromer Moränenplatte (ca. 205 km²)[12]
        - 642.20 Knesebecker Forst (Malloh, bis 115 m;  ca. 160 km²[12])
        - 642.21 Bromer Geest (bis 97,2 m;  ca. 45 km²[12])

      - 642.3 Wittinger Flottsandgebiet (ca. 60 km²)[12]
      - 642.4 Ohretal (ca. 60 km²)[12]

Die Landschaften der südlichen Ostheide werden zwar nominell zur Haupteinheit Ostheide gerechnet, sie entsprechen jedoch in ihrer landschaftlichen Ausstattung und insbesondere in ihrer Entwässerung zur Aller eher der Südheide. Ihr Zentrum und Höhenschwerpunkt, die Knesebecker Moränenplatte, korrespondiert eher zu den Endmoränen der Hohen Heide als zu der sich im Altmärkischen Waldhügelland (Haupteinheiten 863 bis 865) nach Südosten fortsetzenden Osthannoverschen Kiesmoräne der Ostheide im engeren Sinne.

### Walsroder Lehmgeest

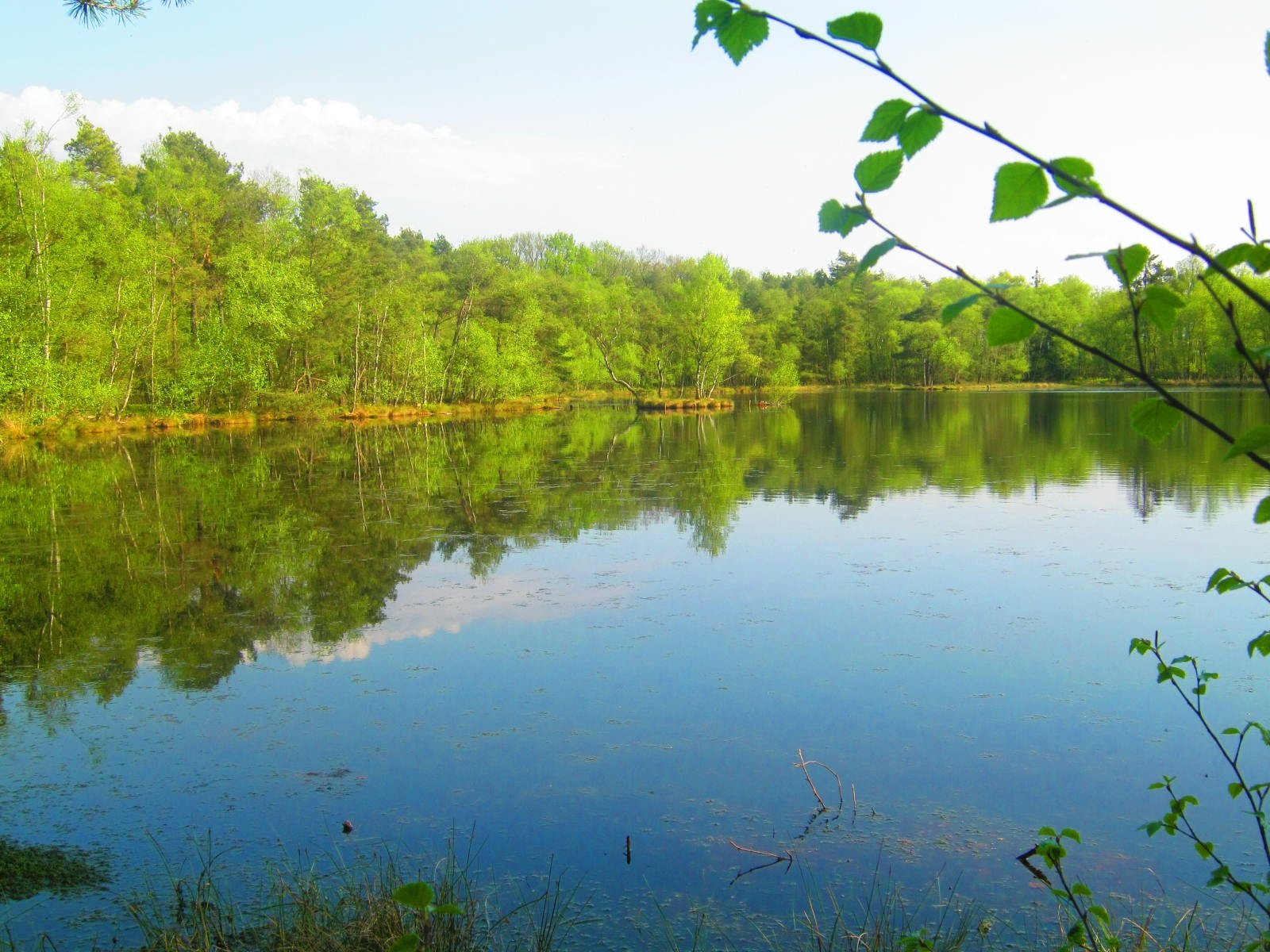
Der Birkensee

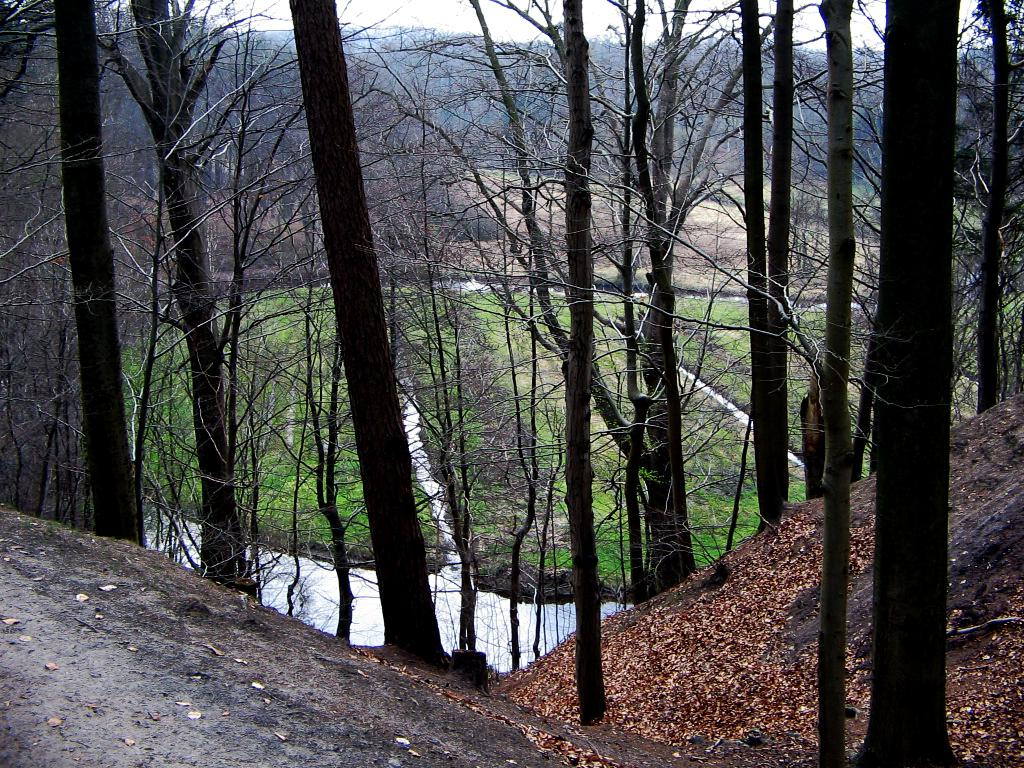
Das Böhmetal oberhalb Bad Fallingbostel

Die Walsroder Lehmgeest (641.0) bildet den Nordwestteil der Südheide und den westlichsten Teil der Lüneburger Heide im niedersächsischen Landkreis Heidekreis, zu minimalen Anteilen im äußersten Westen auch im Landkreis Rotenburg (Wümme), mit Walsrode im Süden, Soltau im Osten, Schneverdingen im Norden und Visselhövede im Westen.
Den Nordwestrand bildet die Neuenkirchener Endmoräne (641.04), die über die Schneverdinger Endmoräne (641.13) Anschluss an die Endmoränen der Hohen Heide hat. Sie streicht von Schneverdingen nach Südwesten bis Visselhövede, mit Neuenkirchen etwa in der Mitte. Die Endmoräne bildet zwar einen unscheinbaren Rücken, überragt jedoch die sich westlich anschließende Wümmeniederung (631) der Stader Geest um gut 50 Meter. Die höchste Erhebung mit um 102 m befindet sich am Ostrand, südöstlich Schülerns; zwischen Neuenkirchen und Visselhövede werden am Höllenberg noch 93 m erreicht.
Unmittelbar östlich der Neuenkirchener Endmoräne liegt die Behninger Geest (641.03), der Nordteil der Walsroder Lehmgeest. Sie wird nach Osten und Norden durch die Schneverdinger Endmoräne begrenzt, mit Wolterdingen im Zentrum. Im zum Naturschutzgebiet Lüneburger Heide gehörenden Nordteil liegt das Pietzmoor (250 ha); im Westen liegen die kleinen Naturschutzgebiete Hügelgräberheide bei Langeloh (27 ha) und Birkensee (37 ha) und im Süden das NSG Böhmetal bei Huckenrieth (96 ha).
Den eigentlichen Hauptteil der Walsroder Lehmgeest stellen indes die sich südlich anschließenden Fallingbosteler Lehmplatten (641.00). Im Südwesten liegt Walsrode, weiter östlich Bad Fallingbostel; den äußersten Nordwesten markiert Visselhövede und Soltau den Nordosten. Die Südhälfte ist landschaftsprägend gegliedert durch die vergleichsweise engen Täler im Bereich des Böhmeknies. Auf den westlichen Hochflächen liegen in südwestlicher Abfolge das Ottinger Ochsenmoor (275 ha), das Grundlose Moor (295 ha) und das Vehmsmoor (252 ha), alle unter Naturschutz stehend. Kleinere Naturschutzgebiete sind ausgewiesen am Lönsgrab am Böhmeknie (14 ha) und am Schwarzen Moor bei Dannhorn (40 ha) im Nordosten.
Im Osten der Nordhälfte ist in die Lehmplatten das hier beckenartige Tal der Böhme eingesenkt, das von nordöstlich Soltaus nach Südwesten bis Dorfmark zieht. Es ist als Böhmetal (641.01) ausgegliedert und trennt die Aspeloher Geest (641.02) im Nordostzipfel vom Rest der Walsroder Lehmgeest, welche im Osten in die teils steilhängige Falkenberg-Endmoräne (641.10) übergeht.
Ein ungefähres Dreieck im Norden der Walsroder Lehmgeest mit Schneverdingen im Norden, Neuenkirchen im Westen und Soltau im Südosten liegt im Naturpark Lüneburger Heide.

### Hermannsburger Sandgeest

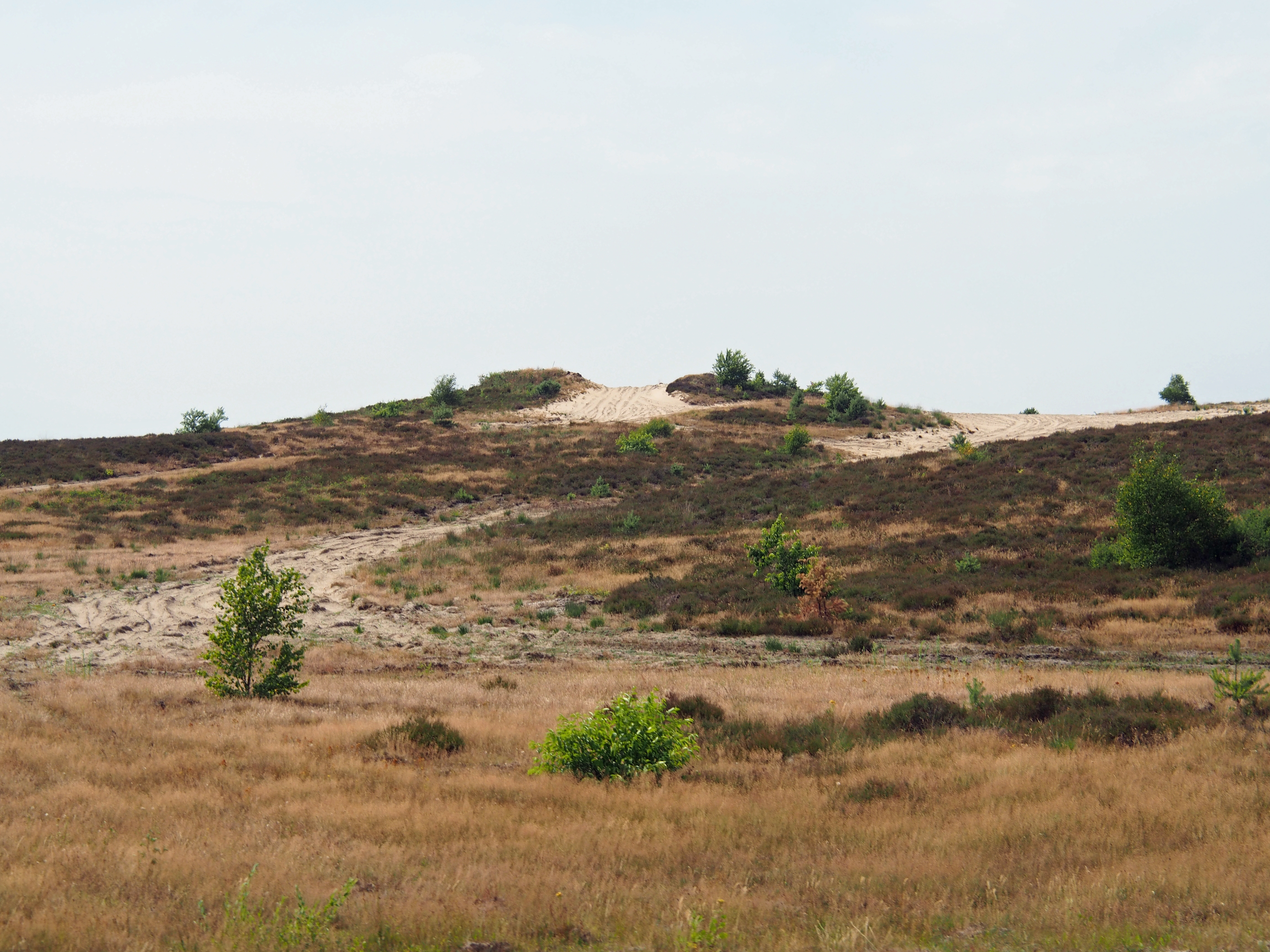
Hügelzug westlich des Falkenbergs, heute militärisches Sperrgebiet auf dem Truppenübungsplatz Bergen

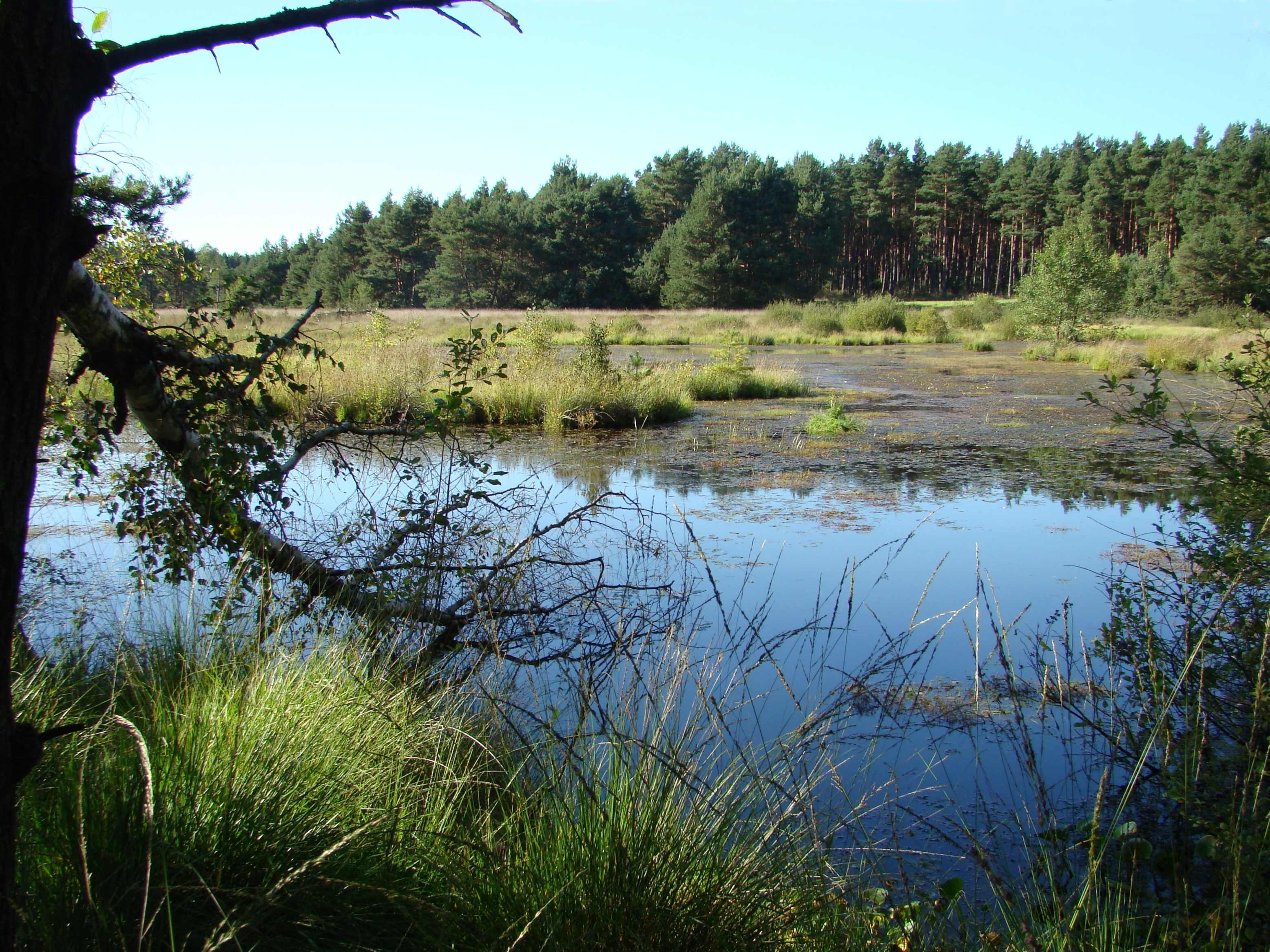
Das Brambosteler Moor

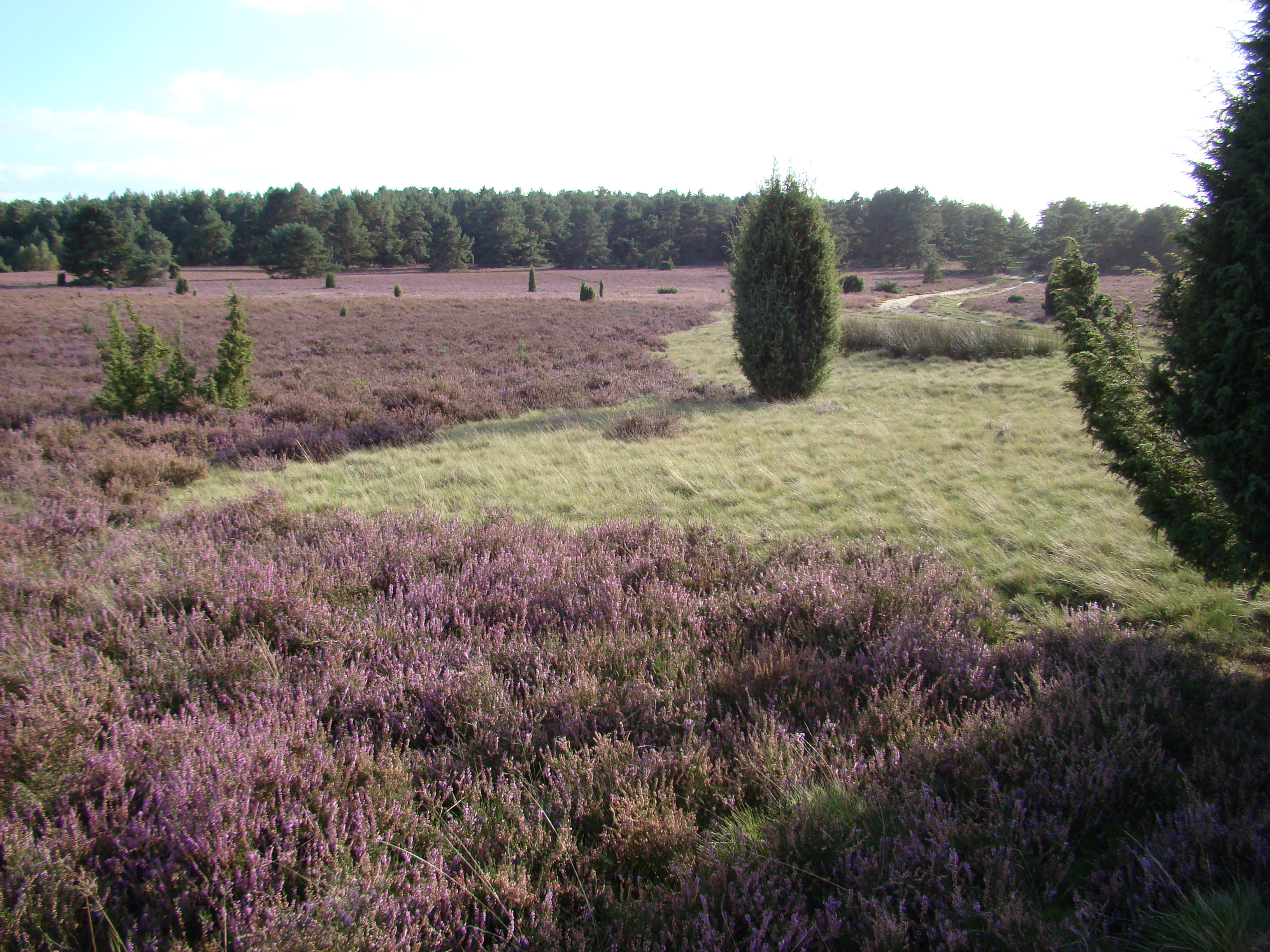
Heidefläche beim Haußelberg

Die Hermannsburger Sandgeest (641.1) bildet den Zentralteil der Südheide in den niedersächsischen Landkreisen Celle und Heidekreis (Westen und Norden) sowie zu minimalen Anteilen Uelzen (äußerster Nordosten) und zieht sich vom Zentrum der Lüneburger Heide nach Südwesten. Im Norden liegt Munster, im Süden Bergen.
Den nördlichsten Teil der Hermannsburger Sandgeest wie auch der Südheide insgesamt bildet die Schneverdinger Endmoräne (641.13) mit Schneverdingen im äußersten Nordwesten. Sie bildet eine Brücke von der Hohen Heide zu Falkenberger und Neuenkirchener Endmoräne und erreicht an ihrer nordwestlichen Basis, am Höpenberg im Norden Schneverdingens, 120 m, ostsüdöstlich davon, am Tütsberg westlich Behringens, 117 m und noch weiter südsüdöstlich, südwestlich Bispingens schließlich 123 m ü. NHN, um nunmehr nach Südsüdwesten umzuschwenken und allmählich abzuflachen. Die Endmoräne liegt noch fast komplett im Naturpark Lüneburger Heide und größtenteils zusätzlich im sehr großen  Naturschutzgebiet Lüneburger Heide, dessen Hauptflächenanteil in der Hohen Heide liegt.
Mit einem Süd(südwest)ausläufer reicht die Schneverdinger Endmoräne bis unmittelbar südöstlich Soltaus (Weiher Berge, 85 m); in südsüdwestlicher Richtung verlängern die Falkenberg-Endmoränen dessen Streichen und gipfelt im 150 m hohen Falkenberg, dem höchsten Berg der Südheide, der den Südwesten der Hermannsburger Sandgeest einnimmt.
Östlich der Falkenberg-Moräne zieht sich in Nord-Süd-Richtung eine Senke, die sich in einen Nord- und einen Südteil gliedert. Der nördliche Teil, das Wietzendorfer Bruch- und Moorgebiet (641.12) mit dem Oberlauf der Wietze im Norden und Wietzendorf östlich der Mitte, enthält in seiner Südhälfte diverse Moorgebiete mit dem Naturschutzgebiet Große Moor bei Becklingen unmittelbar östlich Becklingens (850 ha) sowie, nördlich davon und unmittelbar südwestlich Wietzendorf, das mehrteilige NSG Wietzendorfer Moor (210 ha); nördlich Wietzendorfs liegt schließlich das kleine NSG Wittenmoor (28 ha).
Südlich schließt sich der Hohner Sander (641.11) entlang der Meiße an. Namensgeber ist nicht die Gemeinde Hohne, die in östlicheren Teilen der Südheide liegt, sondern eine heutige Wüstung westlich Belsens.
Den Zentralteil der Hermannsburger Sandgeest bildet ein in Nord-Süd-Richtung ausgerichteter, schwach reliefierter Rücken mit der Munsterlager Sandgeest (641.14) im Norden, die mehr als die Hälfte der Fläche einnimmt. Am Wietzer Berg im Südosten erreicht sie 102 m, am Kronsberg im Norden, unmittelbar westlich Munsters, sind es 98 m; größere Teile der Landschaft nimmt der Truppenübungsplatz Munster-Süd ein.
Im Süden endet die Munsterlager Sandgeest bei Bonstorf und westlich davon, und es schließt sich die Bergener Flottsandinsel (641.15) um Bergen an. An ihrem Westrand liegt der Bleckmarberg (95 m), der sich als schwach gratartiger Rücken in nordnordöstliche Richtung zieht und auch noch im Südwesten der Munsterlager Sandgeest eine ähnlich hohe Verlängerung findet, die sich nicht nennenswert in der Höhe, jedoch im Relief unterscheidet. Südwestlich von Offen wird der Rücken schließlich durch die Waller Sandgeest (641.16) um Walle abgeschlossen, an deren Südrand das NSG Goosemoor (44 ha) liegt.
Nordöstlich und östlich eingerahmt wird der zentrale Höhenrücken 641.14–16 durch Talungen der Örtze und ihrer rechten (östlichen) Nebenflüsse. Der Oerreler Sander (641.18) mit (Munster-)Oerrel im Zentrum und Breloh im Nordwesten schließt sich unmittelbar südöstlich an die Schneverdinger Endmoräne und südlich an die Hohe Heide an; auch die Osthälfte Munsters liegt in dieser Landschaft. Von nördlich bis südlich Oerrels zieht sich das 330 ha große NSG Tal der Kleinen Örtze. Nur zum Teil in ihm liegt, im äußersten Osten des Naturraums, das NSG Kiehnmoor (440 ha), das nach Nordwesten in das NSG Brambosteler Moor (105 ha) übergeht.
Südwestlich Faßbergs bzw. ab Müden geht die Senke nach Süden in eine deutliche und tiefe Talung über, das Örtze-Urstromtal (641.18) mit Hermannsburg im Zentrum und Wolthausen, einem ostnordöstlichen Gemeindeteil Winsens, im äußersten Südsüdwesten. Dieser Naturraum liegt fast komplett im Naturpark Südheide. In ihm liegt das NSG Bornriethmoor (115 ha) und das nur 10 ha kleine NSG Moor bei Gerdehaus im äußersten Nordosten.
Ebenfalls zu nicht geringen Teilen im Naturpark liegt das Lüßplateau (641.19), der Westteil des ansonsten bereits zur Hohen Heide gehörenden, bewaldeten Hochfläche des Lüß westlich der Linie Eimke–Unterlüß. Es erreicht mit 117 m am Haußelberg annähernd die Höhenlagen des Kernplateaus des Lüß (640.1), unterscheidet sich jedoch in den Böden und im etwas bewegteren Relief von diesem. Im Norden dieses Naturraums liegt Brambostel, im Süden Lutterloh. Im Naturraum liegt das NSG Heiden und Magerrasen in der Südheide (ca. 753 ha) und das NSG Weesener Bach (348 ha), das seinen Namensgeber praktisch komplett begleitet und entsprechend zu kleineren Teilen (im Westen) im Urstromtal liegt.

### Steinhorster Sand- und Lehmgebiet

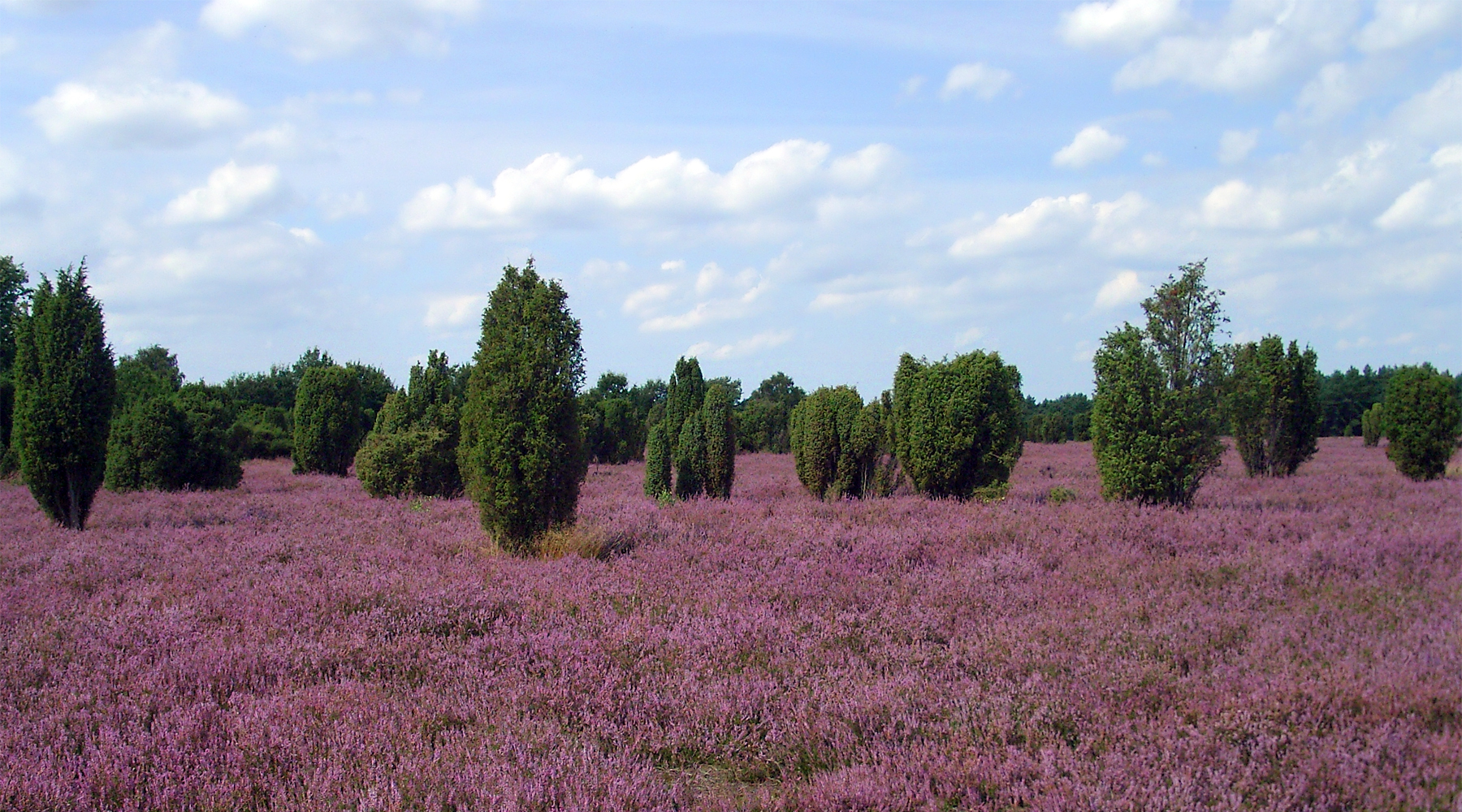
Typische Vegetation im Heiligen Hain

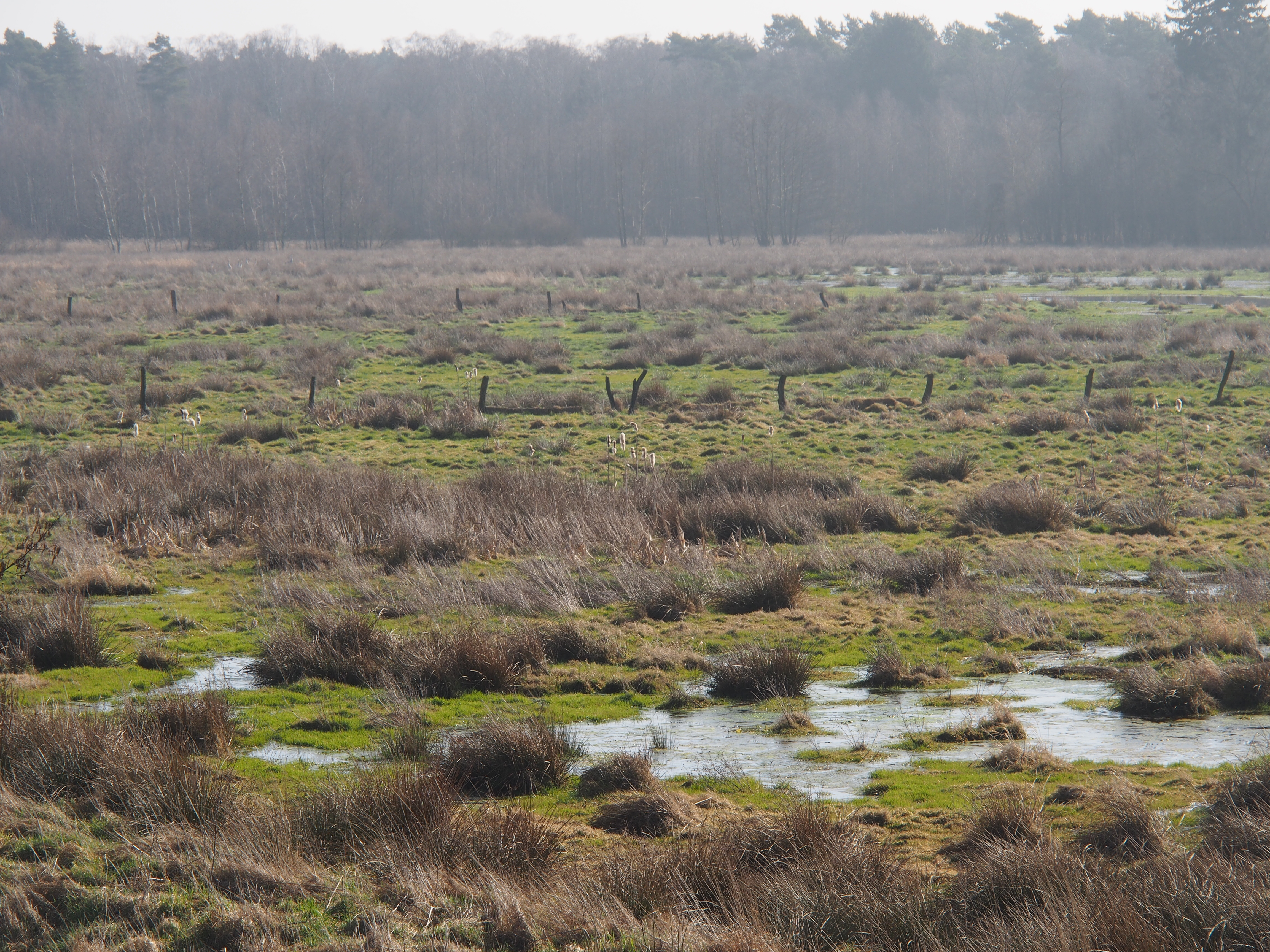
Das Postmoor bei Bargfeld im Naturschutzgebiet Lutter

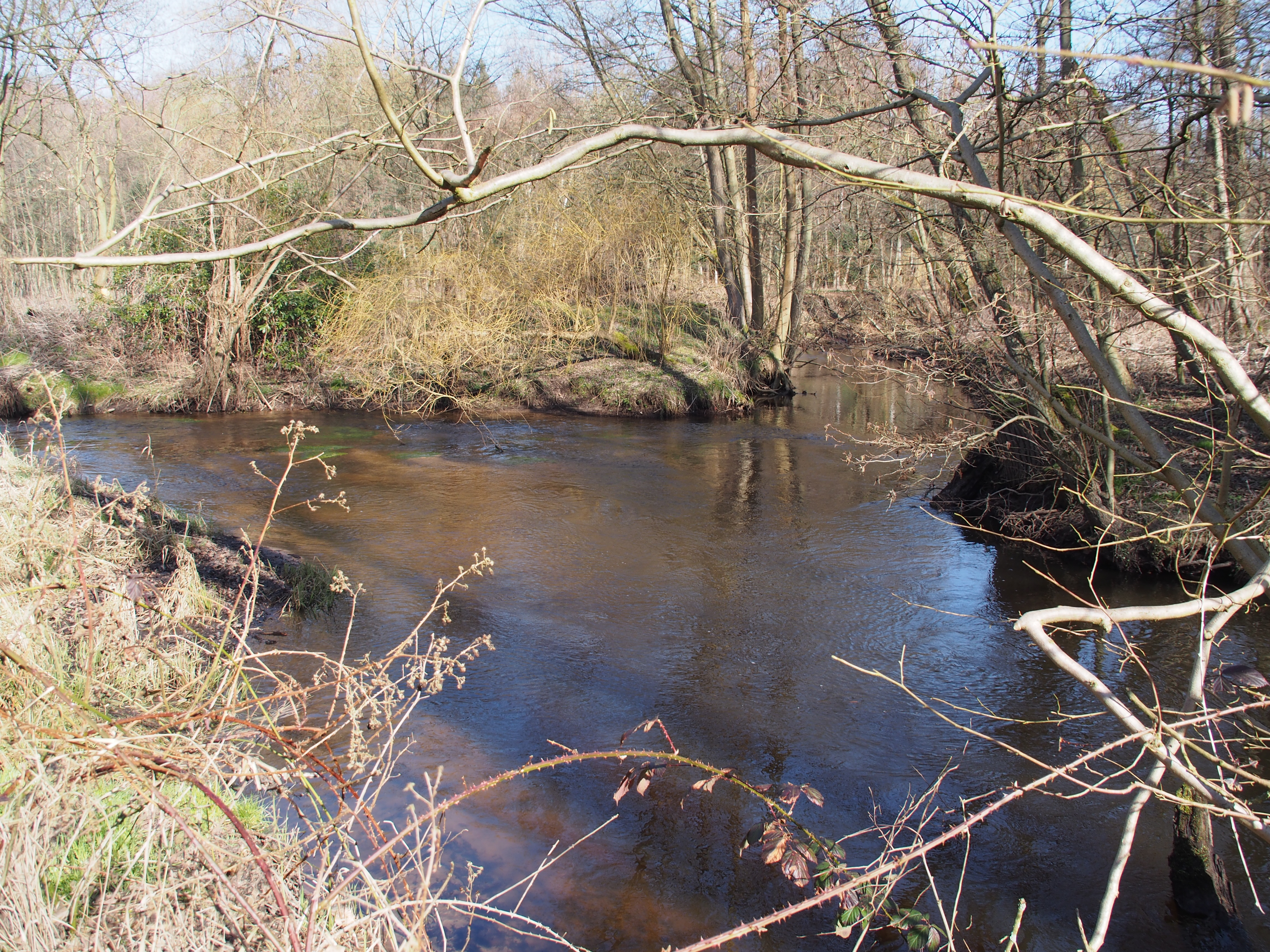
Mündung der Lutter in die Lachte nördlich von Jarnsen

Das Steinhorster Sand- und Lehmgebiet (641.2) in den niedersächsischen Landkreisen Celle (Westen) und Gifhorn (Osten) ist die flachwellige Südabdachung des Lüß mit Höhenlagen unter 100 m ü. NHN, die sich von diesem Plateau bis zu den Kreisstädten Celle im Südwesten und Gifhorn im Südosten, beide an der Aller, zieht. Der namensgebende Ort Steinhorst liegt in etwa im Zentrum, an der Nahtstelle dreier Teillandschaften. Durch verschiedene Unternaturräume ziehen sich die Naturschutzgebiete an der Lutter, ihrem Vorfluter Lachte und einigen anderen Bächen des Lachtesystems, die insgesamt 4014 ha einnehmen und von denen nur ein sehr kleiner, quellnaher Teil der beiden Hauptbäche im Lüß liegt. Die Westhälfte des Naturraums liegt im Naturpark Südheide.
Basis zum Lüßplateau ist der Starkshorner Sander (641.20) mit Starkshorn im Westen, Dalle im Zentrum und Räderloh im Südosten. Er ist fast komplett mit Kiefernforsten bewaldet. Seine südöstliche, ebenfalls unmittelbar den Lüß abdachende Fortsetzung ab dem Tal der Lachte zwischen Lüsche und Steinhorst, die landschaftlich etwas weniger homogene Oerreler Heide (641.26), ist nach dem heutigen Dedelstorfer Ortsteil Oerrel in seinem äußersten Nordosten benannt; neben Dedelstorf (im Norden) liegt auch Groß Oesingen (im Süden) in der Einheit. Im Osten der Einheit, der auch auf Karten als Oerreler Heide eingezeichnet ist, liegt das 214 ha große Naturschutzgebiet Rössenbergheide-Külsenmoor, an das sich nach Süden unmittelbar die NSGe Niederungsbereich Oerrelbach (134 ha) und Heiliger Hain (41 ha) anschließen. Das Külsenmoor, das den kleineren Ostteil des erstgenannten NSG einnimmt, gehört hierbei schon zum Naturraum der Südheidemoore.
Südlich der beiden Sander- und Heideflächen liegen mehrere Grundmoräneninseln, die z. T. durch Talungen untergliedert sind. Die westlichste davon bilden die Arloher Sandplatten  (641.21), landläufig (der)  Arloh, der halbinselartig zwischen dem Örtze-Urstromtal (641.17) im Nordwesten, den Allerniederungen (627/626) im Süden und den Habighorster Niederungen (641.22, s. u.) im Osten südwestwärts nach Celle ragen. Nur bei Rebberlah, heute Ortsteil von Eschede, hat er eine Brücke zum Starkshorner Sander. Am Winterberg im nördlichen Osten und am Osterberg im südlichen Osten, bei Garßen, erreicht er 75 m ü. NHN. Im nicht mehr im Naturpark liegenden Süden des Arloh liegt der Flugplatz Celle-Arloh.
Der Norden der Habighorster Niederungen (641.22) wird in Nordwest-Südost-Richtung vom Quarmbach durchflossen, der im Osten, bei Habighorst, der Aschau zufließt. Den Süden nehmen Moorgebiete ein, darunter die Naturschutzgebiete Breites Moor (122 ha) und Hoppenriethe (21 ha).
Von den Niederungen zieht sich, bis zum Tal von Lutter und unterer Lachte zwischen Marwede im Nordosten und Lachendorf im Süden, die Escheder Geest (641.23) nach Südosten. Eschede liegt im Nordwesten und Höfer im zentralen Westen; westlich beider Orte liegt je ein kleiner Teil des Naturraums auch westlich der Aschau. Nördlich von Endeholz, an der Nahtstelle zum Starkshorner Sander und bereits im Naturpark, werden 84 m erreicht, am zentralen Aschenberg sind es knapp 80 m.
Fruchtbarste Teillandschaft des Steinhorster Sand- und Lehmgebiets ist indes die Ahnsbecker Lehmgeest (641.24) mit Ahnsbeck im Südwesten, besser bekannt als der Schmarloh, der schon seit alters landwirtschaftlich genutzt wird. Er endet im Südosten etwa am Tal der zum Schwarzwasser entwässernden Wiehe; seine Nordostgrenze folgt, von der Lutter über die Lachte bis zur Wiehe, in etwa der Linie Bargfeld–Steinhorst–Groß Oesingen. Höchste Erhebung nach dieser Grenzziehung wäre der Thornberg (78 m) nördlich des Weilers Zahrenholz. Nach der hier als „nicht linienhaft festlegbar“ gekennzeichneten Grenzziehung auf Blatt Salzwedel, die in etwa der östlichen Kreisgrenze des Kreises Celle zum Kreis Gifhorn folgt, läge dieser jedoch, ebenso wie der Jahrnsloh-Berg weiter südlich, bereits außerhalb. Über 75 m werden indes auch westlich des Thornbergs und des diesen flankierenden und hier die Kreisgrenze bildenden Sothbachs, nordöstlich des Weilers Grebshorn erreicht.
Südöstlichste der Grundmoränenplatten ist die Ringelahsheide (641.25), die, ähnlich dem Arloh, halbinselartig zwischen Senkenlandschaften nach Süden reicht. Nach Westen und Süden grenzt sie an Teile der Oberen Allerniederung, nach Osten an die Südheidemoore. Sie ist fast komplett mit Kiefern aufgeforstet, lediglich der Südosten mit Vororten von Gifhorn ist gerodet. Die Höhenunterschiede sind gering; am Ahnsberg bei Pollhöfen im äußersten Norden werden 68 m erreicht, bei Wagenhoff im Osten sind es an diversen Stellen über 65 m und an Krähen- und Bärenberg im äußersten Südosten bei Wilsche je 62 m.

### Südheidemoore und Gose-Ise-Sandebene

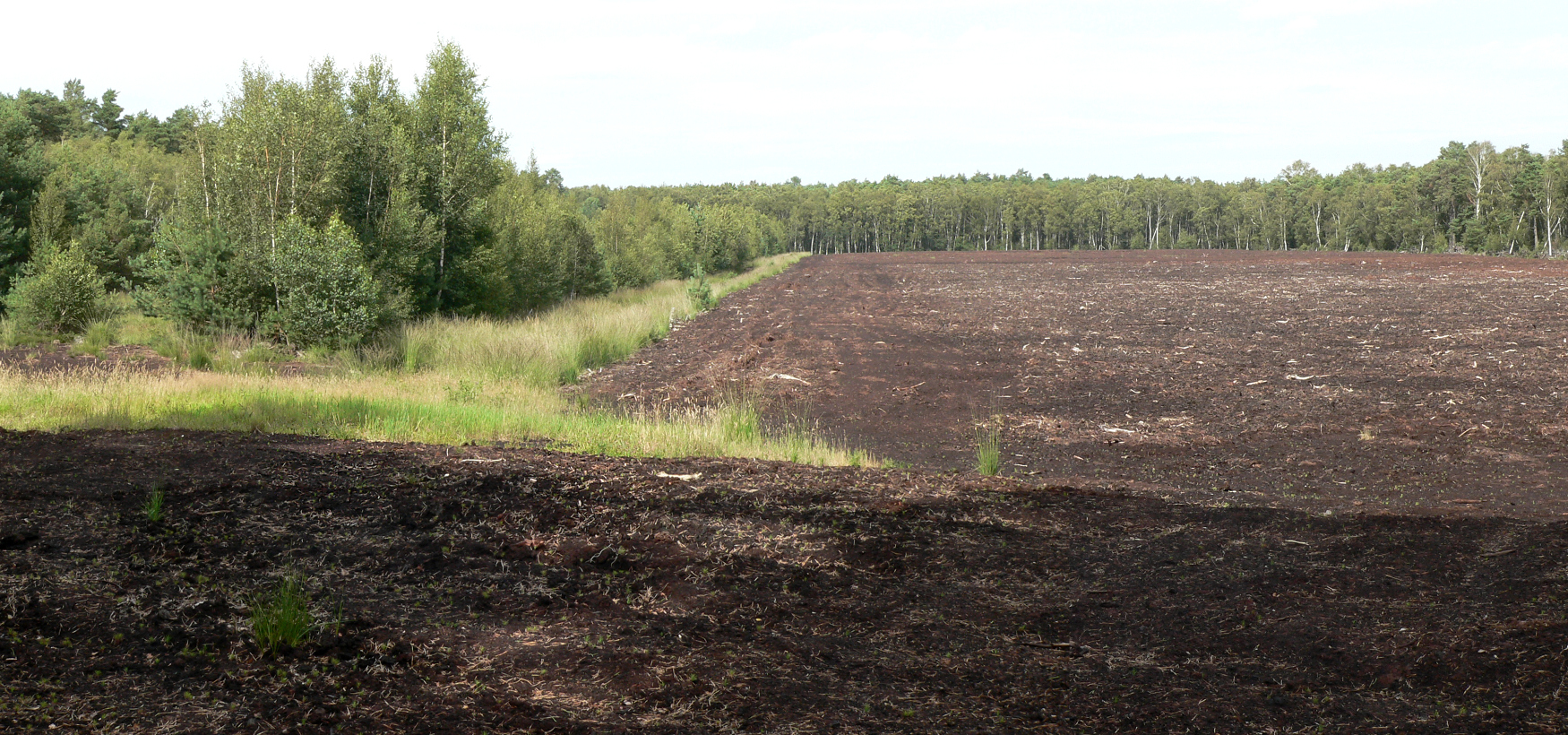
Torfabbaufläche im Großen Moor

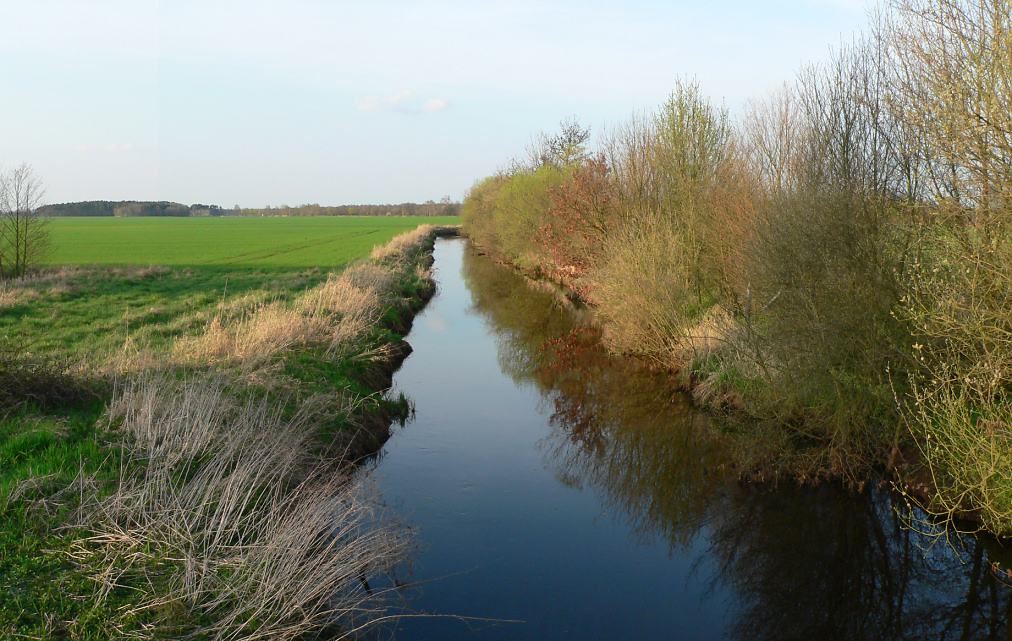
Die Ise bei Neudorf-Platendorf

Östlich der Hohen Heide liegt die Wasserscheide zwischen Elbe bzw. Ilmenau und Aller bzw. Ise auffällig niedrig nah der Grenze zweier niedersächsischer Landkreise; das Uelzener Becken im Landkreis Uelzen um Uelzen auf der Elbseite geht nach Süden in die Beckenlandschaft um Lüder über und wird, an der Wasserscheide, durch einen schmalen Korridor nördlich von Gannerwinkel mit der beckenartigen Landschaft um Wittingen im Landkreis Gifhorn verbunden. die durch zwei breite Talungen, eine südsüdwestlich und eine südsüdöstlich gerichtete, Anschluss an das Urstromtal der Aller findet. Der Elbe-Seitenkanal nutzt diese Senkenfolge und passiert die Wasserscheide auf einer Höhe von nur 65,2 m ü. NHN, um, parallel zur Ise, über den südsüdwestlichen Arm zum Mittellandkanal zu gelangen. Dabei ist südlich der Schleuse Uelzen, die den Kanal von 42 m angehoben hatte, keine weitere Schleuse notwendig. Der Kanal verläuft östlich parallel zur Ise und nutzt zur Aller hin Randhöhenlagen; die Aller östlich Gifhorns wird mit etwa 12 m Höhenunterschied überquert.
Der nördliche Teil der westlicheren Senke. die Gose-Ise-Sandebene (641.4) findet seine Basis unmittelbar südöstlich des Bokeler Sanders (640.12) am Nordostrand des Lüß, Hohe Heide, um Bokel und südöstlich der beckenartigen Lüder Geest (642.50) am Südwestrand der Osthannoverschen Kiesmoräne, Ostheide. Hier liegt das 834 ha große Naturschutzgebiet Schweimker Moor und Lüderbruch. Dieses Moor speist in erster Linie die zur Ise fließende Gose, jedoch anteilig auch Zuflüsse der Aue, des Quellbachs der Ilmenau. Die Höhenlage liegt in der Hauptsache zwischen 70 und 72 m. Die Sandebene folgt weiter der Gose nach Südosten und, ab der Mündung, der Ise beidseitig nach Süden bis Schönewörde. Westlich der Ise liegt südöstlich von Emmen (Hankensbüttel) der Bruchwald Emmerholz, der nach Süden durch das Emmerleu abgelöst wird; östlich der Ise liegt dem Emmerleu das Kiekenholz gegenüber. Südlichster Teil des Bruchwaldgebietes bildet der Espenleu südlich Schönewördes und östlich der Ise.
Westlich von Emmerholz und -leu liegt das Oerreler Moor (642.32), dessen kleiner Südwestteil Külsenmoor den kleineren Ostteil des NSG Rössenbergheide-Külsenmoor einnimmt. Über die Iseniederung ist das Oerreler Moor mit den anderen großen Mooren verbunden; ebenfalls westlich der Ise liegt das Hestenmoor, das nach Westen unmittelbar an die Ringelahsheide bei Wagenhoff grenzt und zusammen mit der Niederung und dem Bösebruch (195 ha großes NSG nordöstlich des Moores) den Naturraum Iseniederung-Hestenmoor (641.31) einnimmt.
Das eigentliche Kerngebiet der Südheidemoore stellt jedoch das Neudorf-Platendorfer Moor (641.30) dar, das heute eher als Großes Moor bekannt ist. Die 2720 ha große Nordnordosthälfte ist als Naturschutzgebiet ausgewiesen, im nicht geschützten Teil liegen Platendorf und Neudorf.

### Südliche Ostheide

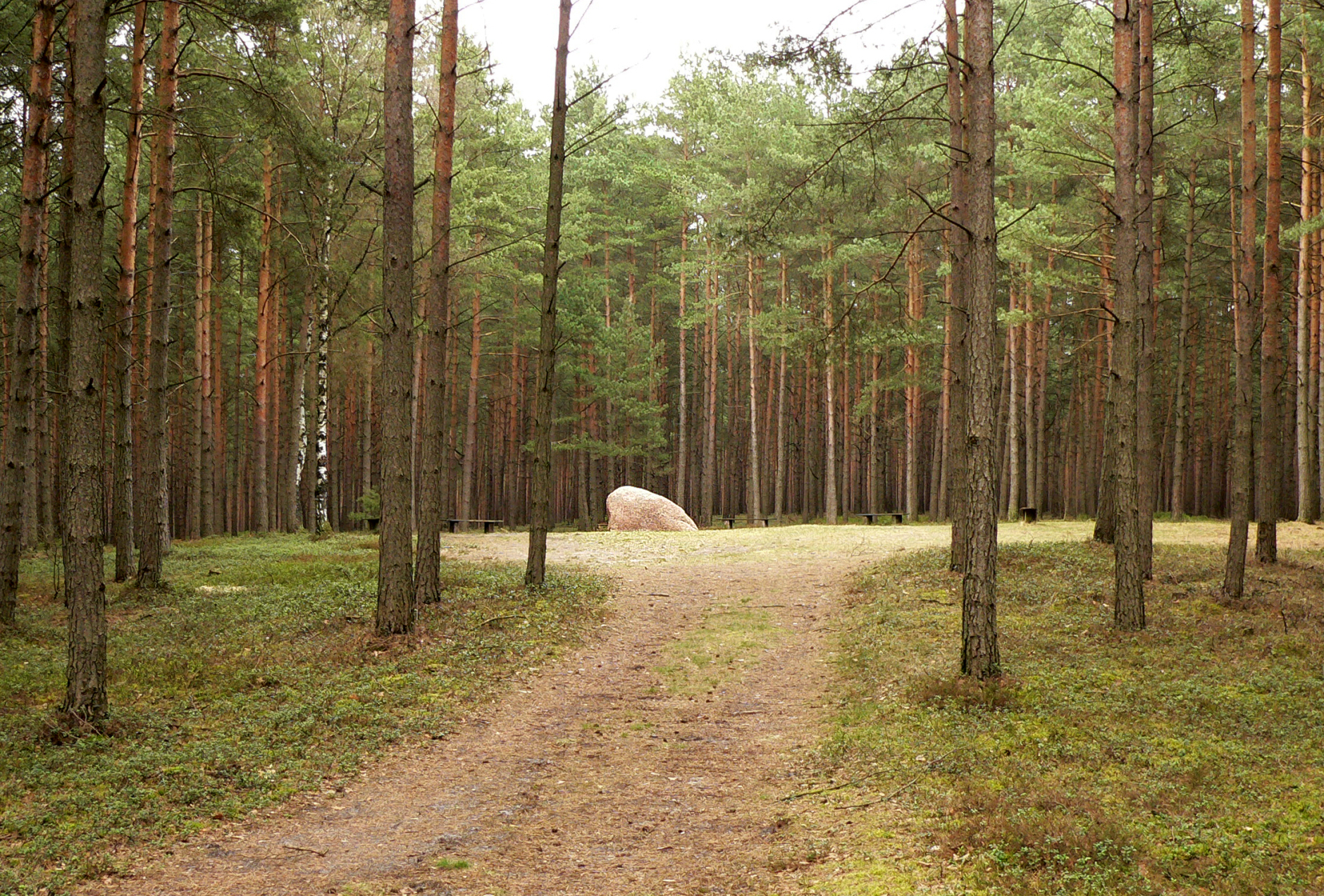
Der Bickelstein auf der Lichtung einer leichten Anhöhe im Malloh

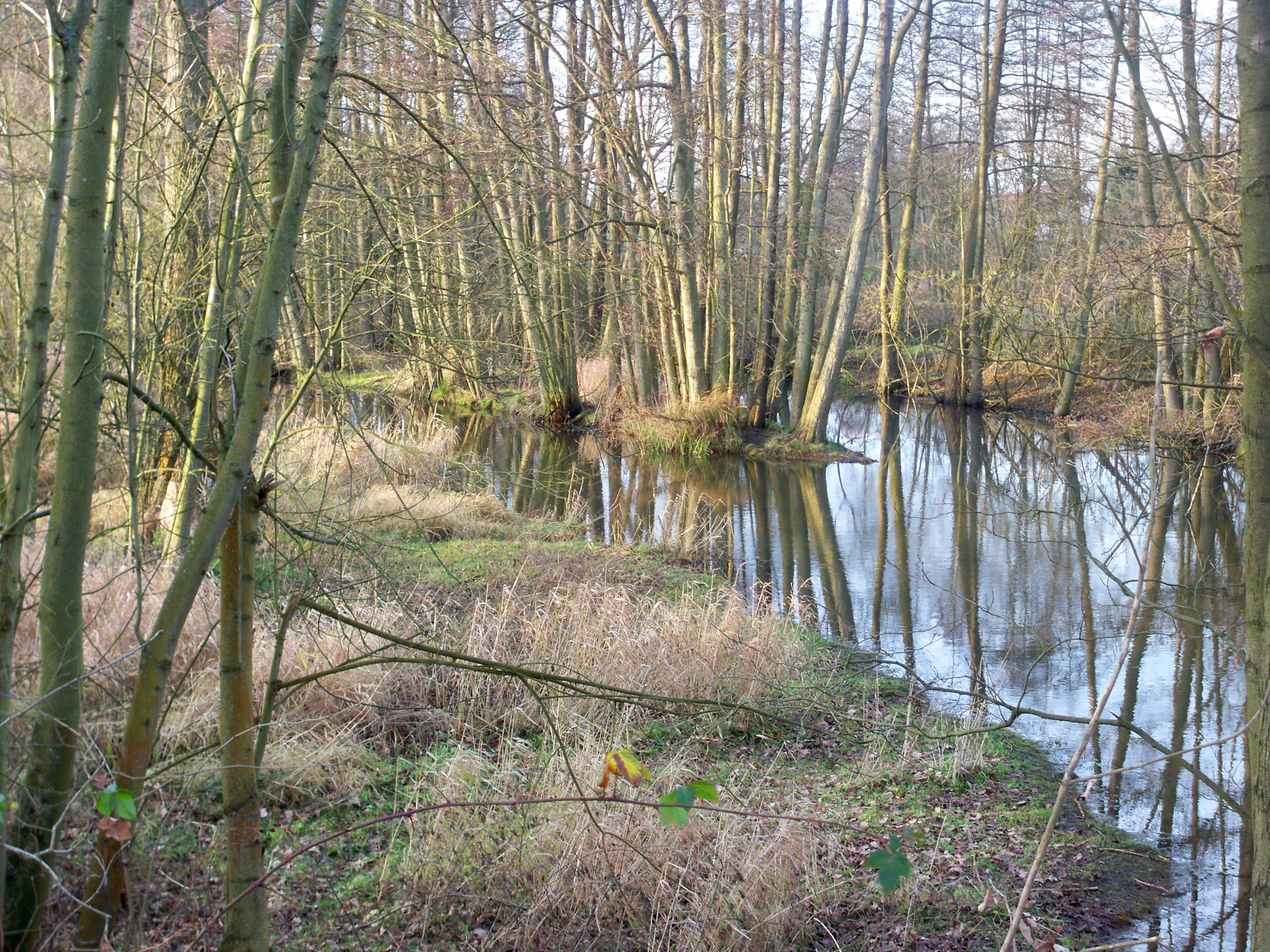
NSG Mittlere Ohreaue (links) bei Wendischbrome, rechts: NSG Ohreaue

Der fast komplett im niedersächsischen Landkreis Gifhorn liegende Südosten der Lüneburger Heide zwischen dem Gebiet um Wittingen im Norden und der kreisfreien Stadt Wolfsburg im Süden wurde im Handbuch der naturräumlichen Gliederung Deutschlands  und dem verfeinernden Blatt Salzwedel der Haupteinheit Ostheide (642) zugerechnet. Seine Entwässerung zur Aller wie auch seine landschaftliche Ausstattung sprechen indes dafür, ihn zur Südheide zu stellen. Er verfügt in seinem Zentrum über landschaftlich erhöhte Endmoränenreste, jedoch solche, die eher auf der Linie der Hohen Heide (640) stehen und durch die Senke der Südheidemoore von ihnen getrennt sind; dabei reicht diese Landschaft weniger weit nach Norden als die bereits im Regenschatten der Hohen Heide stehende Gose-Ise-Sandebene.
Das beckenartige Wittinger Flottsandgebiet (642.4) um Wittingen, im Norden der südlichen Ostheide, gehört weit und breit zu den fruchtbarsten Landschaften und ist entsprechend zur landwirtschaftlichen Nutzung weitgehend gerodet. Das Gebiet wird über die Bäche Fulau und Isebeck nach Südwesten, dann über die Ise nach Süden entwässert.
Südlich an das Flottsandgebiet schließt sich die Knesebeck-Bromer Moränenplatte (642.2) an. Ihren Hauptteil bildet der als Malloh bekannte Knesebecker Forst (642.20) mit Knesebeck im Nordwesten, Radenbeck im Osten und Ehra-Lessien im Süden; die Wittinger Ortsteile Teschendorf, Schneflingen und Boitzenhagen liegen im Ostteil des Inneren, westlich umrahmt der Elbe-Seitenkanal den Höhenzug. Am VW-Testgelände Ehra-Lessien, das das Waldgebiet in Nordnordwest-Südsüdost-Richtung teilt, werden im Norden der Endmoräne 115 m ü. NHN erreicht. Der Südostteil des mit Kiefern beforsteten Waldes wird als Bickelsteiner Heide nach dem bekannten Findling Bickelstein benannt. Der Norden des Höhenzugs wird vom Knesebach entwässert.
Die Bromer Geest (642.21), ein fast unbewaldeter Südostausläufer des Malloh zwischen Tülau im Westen und Brome im Nordosten erreicht in ihrem äußersten Osten, am Hilgenberg südlich Steimkes, 97,2 m. Südwestlich an diese und südlich an den Malloh schließt sich die Ehraer Moorniederung (642.1) an, deren Südwesten, das Vogelmoor, zu 129 ha unter Naturschutz steht. Südöstlich flankiert die Kleine Aller, die am Sattel zwischen Malloh und Bromer Geest entspringt.
Den südlichen Abschluss der Landschaft bilden die Jembke-Vorsfelder Sandplatten (642.0) mit dem Boldecker Land (642.00) im Westen und dem Vorsfelder Werder im Osten, getrennt durch die Kleine Aller. Das Boldecker Land erreicht am Hohen Berg im Osten, bei Barwedel, 102 m, bleibt aber ansonsten unter 75 m; das NSG Derenmoor im Westen nimmt 81 ha ein. Der Vorsfelder Werder, auch: Der Werder, erreicht im Süden und gleichzeitig im Norden des Stadtgebiets von Wolfsburg 81 m. Der heutige Wolfsburger Stadtteil Vorsfelde liegt, südöstlich davon, am südlichsten Punkt der Anhöhe und gleichzeitig der gesamten Lüneburger Heide. Unmittelbar südlich dieses Punktes geht die Obere Allerniederung in den Drömling über, der auch den Werder und die Bromer Geest westlich begrenzt.
Die der Aller fast entgegengesetzt, nach Südosten zur Elbe fließende Ohre erreicht den Drömling über das Ohretal (642.4), das sich vom äußersten Osten des Wittinger Flottsandgebietes südostweärts zieht und auch die Knesebeck-Bromer Moränenplatten scharf nach Osten abgrenzt. Durch den Waddekather Grenzgraben ist seit den Zeiten des geteilten Deutschlands die obere Ohre entlang der Landesgrenze zum Altmarkkreis Salzwedel in Sachsen-Anhalt mit der oberen Ise bei Lüben verbunden. Das Grenzgebiet ist zu Teilen bewaldet; auf der Sachsen-Anhalter Seite liegt das 673 ha große, zweiteilige NSG Ohreaue, auf der niedersächsischen das mit 84 ha deutlich kleinere NSG Mittlere Ohreaue.

## Gewässer
Folgende rechte Nebenflüsse fließen von der Südheide aus der Aller zu, allerabwärts, von Nordwesten nach Südosten geordnet und innerhalb eines Flusssystems im Uhrzeigersinn, wobei Nebenbäche in Klammern stehen:
- (Jordanbach / Fulde / Warnau / Bomlitz /) Böhme (/ Fischendorfer Bach) → 611 km² Einzugsgebiet
- Fahrenholzer Bach
- (Hohe Bach / Meierbach / Liethbach /) Meiße (/ Berger Bach) → 279 km²
- (Brunau / Wietze /) Örtze (/ Kleine Örtze / Schmarbeck / Sothrieth / Weesener Bach) → 760 km²
- Bruchbach
- ((Quarmbach /) Aschau / Lutter (/ Schmalwasser) /) Lachte (/ Jafelbach / Sothbach) → 469 km²
- (Wiehe /) Schwarzwasser
- (Beberbach / (Oerrelbach /) Bruno / Emmer Bach / Gose /) Ise (/ Isebeck / Knesebach) → 421 km²
- Kleine Aller
- Wipper-Aller

Der nach Südosten, zur Elbe, entwässernde östliche Grenzbach Ohre trägt nicht nennenswert zur Entwässerung der Südheide bei.

## Kulturlandschaftsraum
Der Kulturlandschaftsraum Südheide umfasst ein 3440 km² großes Gebiet. Diese Zuordnung zu den Kulturlandschaften in Niedersachsen hat der Niedersächsische Landesbetrieb für Wasserwirtschaft, Küsten- und Naturschutz (NLWKN) 2018 getroffen. Ein besonderer, rechtlich verbindlicher Schutzstatus ist mit der Klassifizierung nicht verbunden.